# Roberto Lyra Filho
Roberto Lyra Filho (Rio de Janeiro, 13 de outubro de 1926 — 11 de junho de 1986) foi um jurista e escritor brasileiro.

## Biografia
Filho do jurista brasileiro Roberto Lyra, e de Sofia Lyra, Roberto Lyra Filho diplomou-se em Letras (Cambridge, 1942) e em Direito (Faculdade de Direito do Rio de Janeiro, 1949), quando já era jornalista e possuía relevante produção literária, quase toda sob o pseudônimo de Noel Delamare. Escreveu poesia e, com domínio de línguas, traduziu diversas obras.
Trabalhou como advogado no Rio de Janeiro, após sua graduação, onde também exerceu a função de Conselheiro Penitenciário.
Em 1950, iniciou sua carreira docente, na Faculdade de Direito do Rio de Janeiro, onde lecionava Direito Penal, no cargo de professor-substituto. Posteriormente, assumiu a cátedra de Direito Processual Penal na Faculdade Brasileira de Ciências Jurídicas.
Em 1962 transferiu-se para nova capital, Brasília, e abandonou a advocacia para se dedicar exclusivamente à carreira acadêmica. Iniciou sua cátedra na Universidade de Brasília em 1963, primeiro como Professor Associado e depois como Professor Titular, até se aposentar, em 1984, quando se mudou para São Paulo. Lecionou tanto na graduação quanto na pós-graduação, nas áreas de Direito Penal, Direito Processual Penal, Criminologia, Filosofia Jurídica, Sociologia Jurídica e Direito Comparado. Ajudou a fundar o Centro Universitário de Brasília (CEUB).
Foi examinador na Universidade de São Paulo para concursos de livre-docência e titularidade, onde participou das bancas de Tércio Sampaio Ferraz Júnior e Celso Lafer.

## Pensamento
Roberto Lyra Filho foi um pensador da esquerda que, no início de sua carreira jurídica, se destacou por estudos dogmáticos, campo que foi perdendo importância em seu pensamento, progressivamente mais ligado ao Humanismo Dialético e à Filosofia e Sociologia Jurídica, campo em que é um dos expoentes brasileiros do pensamento jurídico de esquerda. 
Fundou a Nova Escola Jurídica Brasileira (NAIR), cujo boletim era a Revista Direito & Avesso. Nela defendia que o direito não se reduzia à norma, nem a norma à sanção. Contestava o monismo jurídico, o monopólio da legitimidade do direito pelo Estado que, a seu ver, estava na práxis histórica, na abolição da sociedade de classes e nos direitos humanos (sem se prender às declarações oficiais).
Seu pensamento teve grande influência no Direito Achado na Rua, movimento ligado especialmente aos professores José Geraldo de Sousa Junior e Alexandre Bernardino Costa, ambos docentes da UnB.

### Jurídica
- Panorama Atual da Criminologia, Revista Brasileira de Criminologia e Direito Penal, Rio de Janeiro, Vol. 4, fascículo 15, out/dez, 1966.
- Teoria Geral do Direito, Brasília: UnB, 1970, edição mimeografada.
- Criminologia e Dialética: Estudo Comemorativo do Bicentenário de Hegel, Revista de Direito Penal, Rio de Janeiro, fascículo 1, jan,/mar, e fascículo 2, abr./jun., 1971.
- Conceito de cônjuge no Código Penal Brasileiro, 1971 - em parceria.
- Criminologia Dialética. Rio de Janeiro: Borsoi, 1972.
- Postilas de Direito Penal,1972 - em parceria.
- Introduction au Droit comme Science Sociale, Wiesbaden, Archiv fur Rechts und Sozialphilosophie, LX, 1: 140ss, 1974.
- A Filosofia Jurídica nos Estados Unidos da América: Revisão Crítica. Porto Alegre: Sergio Antonio Fabris, 1977.
- Drogas e Criminalidade. Revista de Direito Penal, n.º 21/ 22, Rio de Janeiro, 1977.
- As Propostas do Professor Mangabeira Unger. Rio de Janeiro: Sophia Rosa, 1979.
- A Carta Aberta a um Jovem Criminólogo. Revista de Direito Penal, n.º 28, Rio, 1979.
- Sociological Theory of Law and Forensic Procedure, Wiesbaden, Archiv fur Rechts und Sozialphilosophie, LXV, 3: 438ss, 1979.
- Para um Direito sem Dogmas. Porto Alegre: S. A. Fabris, 1980.
- O Direito que se Ensina Errado. Brasília: Centro Acadêmico de Direito da UnB, 1980.
- Em Torno da Súmula 146. Brasília: Voz do Advogado, 1981.
- Razões de Defesa do Direito. Brasília: Obreira, 1981.
- Problemas Atuais do Ensino Jurídico. Brasília: Obreira, 1981.
- Filosofia Geral e Filosofia Jurídica em Perspectiva Dialética, in Palácio, C., org. - Cristianismo e História. São Paulo, Loyola, p. 147 - 169, 1982.
- O que é Direito. São Paulo: Brasiliense, 1982.
- Normas Jurídicas e Outras Normas Sociais, in Direito & Avesso, Boletim da Nova Escola Jurídica Brasileira, ano I, n.º 1, Brasília, Edições Nair, 1982.
- Introdução ao Direito, in Direito & Avesso, n.º 2, Brasília, Edições Nair, 1982.
- A Criminologia Radical. Revista de Direito Penal, n.º 31, Rio de Janeiro, 1982.
- Direito do Capital e Direito do Trabalho. Porto Alegre: Sergio Antonio Fabris, 1982.
- Humanismo Dialético, in Direito & Avesso, n.º 3, Brasília, Edições Nair 1983.
- Karl, meu amigo: Diálogo com Marx sobre o Direito. Porto Alegre, co-edição S. A. Fabris e Instituto dos Advogados do Rio Grande do Sul, 1983.
- Marx e o Direito. ANPOCS, Águas de São Pedro, 1983.
- Pesquisa em que Direito? Brasília: Edições Nair, 1984.
- Por que Estudar Direito, Hoje? Brasília: Edições Nair, 1984.
- A Constituinte e a Reforma Universitária, Brasília: Edições Nair, 1985.
- Desordem e Processo. Porto Alegre: S. A. Fabris, 1986.

### Literária
- A Concepção do Mundo na Obra de Castro Alves. Rio: Borsoi, 1972. (crítica)
- Cancioneiro dos sete mares, vol. I, 1979. (crítica)
- Para(h)élio, 1980. (poesia)
- A Tradução da Grande Obra Literária, in Diversos. São Paulo: Álamo, 1982.
- Da Cama ao Comício, Poemas Bissextos. Brasília: Edições Nair, 1984.